# Freddy Loix
Freddy Loix (10 de noviembre de 1970 en Tongeren, Bélgica) es un piloto de rally que ha competido en el Campeonato Mundial de Rally entre 1993 y 2004 donde ha sido piloto oficial de Toyota, Mitsubishi, Hyundai y Peugeot en un total de ochenta y nueve pruebas consiguiendo como mejores resultados tres podios, en el IRC con Skoda y Peugeot donde fue segundo en 2008 y tercero en 2009. También ha participado en pruebas del Campeonato de Europa de Rally desde el año 1991 donde ha conseguido varias victorias.
Ha ganado diez veces el Rally de Ypres, puntuable para el Campeonato de Europa, hecho que le ha valido el apodo de "Mister Ypres". También fue campeón de rally de Bélgica en 2013 y 2014, y participó en el Rally Dakar en 2006 y 2007 y en el Campeonato de Francia de Rally.

## Trayectoria
Empezó a competir en los años 1980 en la modalidad de karting donde logró ser campeón en la categoría de 125 cc en 1987. En 1990 debutó en las primeras pruebas de rally con un Lancia Delta HF Turbo  de grupo N con el que terminó segundo en su primera carrera, y posteriormente con un Opel Kadett GSI 16 V. Tras esto un expiloto y jefe de equipo llamado Guy Colsoul, le ofreció correr con un Mitsubishi Galant VR4 de grupo N en el campeonato de Bélgica durante las temporadas 1991 y 1992. En 1993 debutó con un Opel Astra GSI 16V en el campeonato del mundo con el equipo Opel Team Belgium como piloto oficial. Fue noveno en el Rally de San Remo. Al año siguiente fue campeón de Bélgica en la categoría F2 con el Opel Astra y disputó de nuevo el San Remo donde fue vigésimo cuarto y el Rally de Finlandia. También participó en el Rally Cataluña, puntuable para la Copa Mundial de 2 Litros donde sufrió un accidente. En 1995 participó en la Race of Champions donde compitió contra Stig Blomqvist. De nuevo alternó pruebas de Bélgica con dos participaciones en el mundial, esta vez Portugal y Córcega aunque no pudo sumar ningún punto en ambas y en dos citas de la copa 2 litros, Acropolis y San Remo, logrando la octava posición en la prueba italiana y la victoria en la categoría F2.

### Campeonato del Mundo 1996-2004

#### Toyota (1996-1997)
En 1996 ficha por la marca Toyota con la que disputó el primer año tres pruebas del mundial: Acrópolis, San Remo y Cataluña, con el Toyota Celica GT-Four logrando la séptima plaza en Grecia y la cuarta plaza en las otras dos. Ese mismo año logró sus primeras victorias, en el Rally de Ypres y el Rallye du Condroz y disputó el Rally de Portugal, puntuable para la copa mundial 2 litros, donde fue segundo por detrás de Rui Madeira ya que un pinchazo lo privó de la victoria. Al año siguiente disputó seis pruebas del mundial, cinco con el Toyota Celica y una con Toyota Corolla WRC. En la segunda participación, Portugal terminó en la segunda posición logrando su primer podio mundialista. En 1998 con el Corolla WRC disputó su último año con la marca nipona y participó en cuatro pruebas del mundial, sumando otros dos podios: tercero en Portugal y segundo en Cataluña. En las tres pruebas belgas en las que participó, dos de ellas puntuables para el europeo, logró la victoria: Rallye des Hautes-Fagnes, Ypres Westhoek Rally y Rallye des Hautes Fagnes.

#### Mitsubishi (1999-2001)

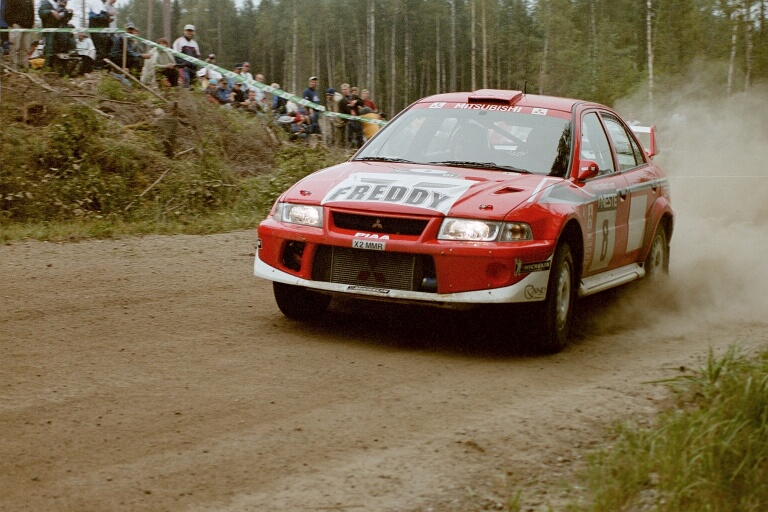
Freddy Loix con el Mitsubishi Lancer en el Rally de Finlandia de 2001.

En 1999 fichó por el equipo Mitsubishi con el que disputó un calendario más amplio en el mundial. Con el Mitsubishi Carisma GT Evo VI, corrió trece pruebas y sus mejores resultados fueron cuatro cuartos puestos: Cataluña, Acrópolis, San Remo y Australia. Ese año y los dos siguientes tendría como compañero al finés Tommi Mäkinen que había ganado el mundial de pilotos entre 1996 y 1999 con el Mitsubishi de grupo A. Sin embargo con la introducción de la categoría World Rally Car el modelo de Mitsubishi dejó de ser competitivo frente a sus rivales y fue sustituido por el Mitsubishi Lancer WRC a mediados de la temporada 2001. Por su parte Loix disputó el calendario completo entre 1999 y 2001 pero no sumó ningún podio. Sus mejores resultados fueron varios cuartos puestos en Cataluña, Acrópolis, San Remo y Australia.

#### Hyundai (2002-2003)
En la temporada 2002 Loix fichó por Hyundai, equipo con el que disputó dos temporadas con el Hyundai Accent WRC. En su primer año sumó hasta ocho abandonos y el mejor resultado fue un sexto puesto en Nueva Zelanda, sin embargo en la última cita, Gran Bretaña terminó octavo (sexto en constructores) y salvó un punto que permitió al Hyundai terminar cuarto en el campeonato de marcas. Al año siguiente los abandonos se volvieron a repetir. El Accent WRC no consiguió ser competitivo en parte por los conflictos entre la marca y la MSD y los problemas económicos, produjeron además, la repentina salida de Hyundai del Campeonato del Mundo. La última salida de Loix con la marca coreana fue en el Rally de Australia, donde terminó octavo. A finales de año el belga disputó el Rally de Gran Bretaña, última cita del mundial, con el equipo Peugeot. Terminó en la sexta plaza con el Peugeot 206 WRC modelo que utilizó también en el Rallye du Condroz-Huy donde logró la victoria.

#### Peugeot (2004)

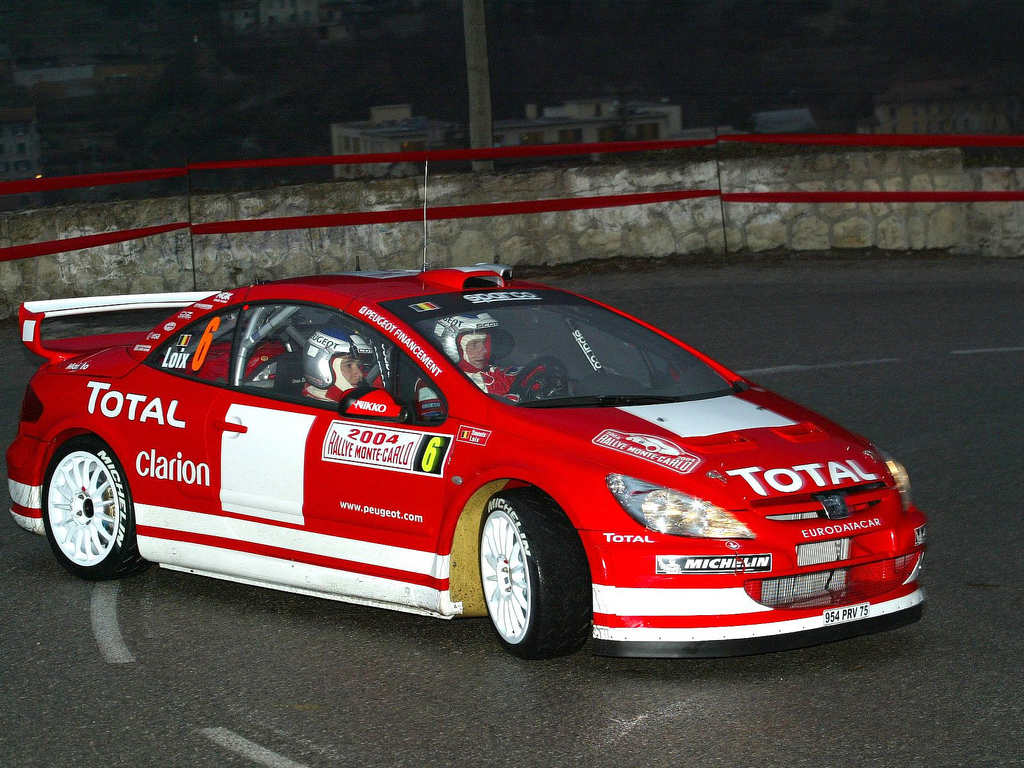
Con el Peugeot 307 WR Loix disputó cinco pruebas, la primera de ellas, en la imagen, el Rally de Montecarlo de 2004.

Peugeot que llevaba desde 1999 compitiendo con el Peugeot 206 WRC, estrenó el Peugeot 307 WRC en 2004. Loix solo disputó cinco pruebas en el mundial: Montecarlo, Suecia, Alemania, Córcega y Cataluña. Los problemas de competitividad del modelo francés impidieron al belga realizar buenas actuaciones y su mejor resultado fue un quinto puesto. Ese fue su último año en el mundial.
Tras su salida del mundial Loix estuvo dos años participando en diversas pruebas y con distintos modelos. El resultado más destacado fue la victoria en el Rally Van Haspengouw con un Peugeot 206 WRC.

### Rally Dakar e IRC
En 2006 debutó en el Rally Dakar con un Bowler Wildcat donde abandonó y en 2007 con un buggy Honda del equipo Team Fast & Speed. Ese mismo año, se disputaba por segunda vez el Intercontinental Rally Challenge, certamen de carácter internacional en el que Loix ya había tomado parte en el primer año, con la participación en el Rally de Ypres. Con un calendario de nueve pruebas programadas el belga disputó cinco pruebas en dos modelos distintos. A Ypres salió con un VW Polo S2000 y en Madeira, Zlín, San Remo y Valais, donde terminó cuarto, con un Abarth Grande Punto S2000. Al año siguiente afrontó el calendario completo del IRC con Peugeot Team Bel-Lux. Con el Peugeot 207 S2000 preparado por el equipo Kronos, logró la victoria en Ypres, Zlín y Valais y terminó segundo por detrás del francés y compañero de equipo Nicolas Vouilloz. Los resultados de ambos permitieron a Peugeot proclamarse campeona en el campeonato de constructores. Al año siguiente de nuevo con Peugeot, arrancó la temporada con un segundo puesto en Montecarlo y a pesar de no sumar ninguna victoria mantuvo el liderato del IRC varias citas, aunque finalmente terminó en la tercera posición final.

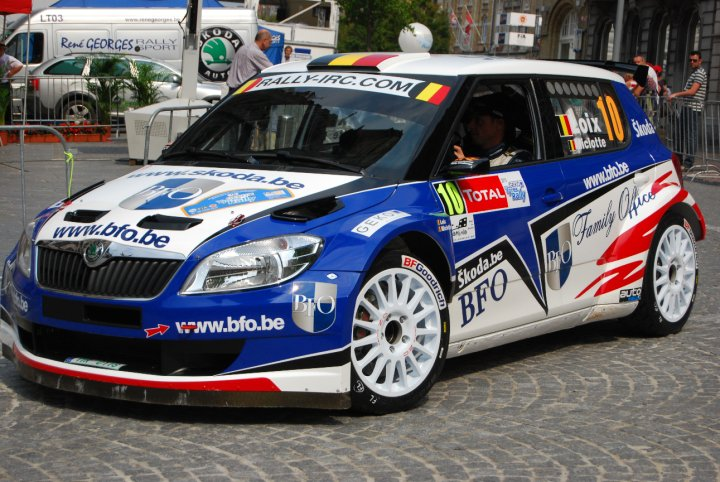
Freddy Loix con el Škoda Fabia S2000 en 2010, automóvil con el que logró más victorias a lo largo de su carrera.

Gracias al nuevo patrocinador BFO Family Office, Loix pudo disputar cuatro pruebas del IRC y otras cinco en Bélgica con el equipo Škoda Fabia S2000. Con este modelo completó una buena temporada victorias en Ypres, Madeira, Zlín y un tercer puesto en San Remo que le valió el cuarto puesto en la clasificación final del IRC a pesar de realizar solo un programa parcial. Sumó una victoria más en el Rallye du Condroz-Huy y un podio en el Omloop van Vlaanderen. Al año siguiente participó en siete citas del IRC, de nuevo con el Skoda con victoria en Ypres, la séptima en dicha prueba, y cuatro podios que le permitieron ser cuarto de nuevo en el campeonato. En Bélgica sumó una victoria en el Rally van Staden y fue también el más rápido en el Rally Bohemia.
El equipo francés 2C Compétition le ofreció a Loix disputar el Campeonato de Francia de Rally en 2012 con el Peugeot 207 S2000 y el Peugeot 307 WRC. Participó en las ocho citas del calendario y terminó sexto en la clasificación final. Al año siguiente participó en el Campeonato de Bélgica con un Ford Focus RS WRC '08, salvo en el Rally de Ypres donde lo hizo con el Škoda Fabia S2000 y logró la victoria en las seis pruebas que disputó. De esta manera se proclamó campeón de su país por primera vez. En 2014 repitió programa, esta vez exclusivamente con el Škoda Fabia S2000 y sumó dos victorias y cinco podios, proclamándose campeón por segunda vez.

## Resultados

### Campeonato Mundial de Rally
| Año  | Equipo                       | Automóvil                | 1       | 2       | 3       | 4       | 5       | 6       | 7       | 8       | 9       | 10      | 11      | 12     | 13      | 14      | 15      | 16  | Pos. | Puntos |
| ---- | ---------------------------- | ------------------------ | ------- | ------- | ------- | ------- | ------- | ------- | ------- | ------- | ------- | ------- | ------- | ------ | ------- | ------- | ------- | --- | ---- | ------ |
| 1993 | Opel Team Belgium            | Opel Astra               | MON     | SWE     | POR     | SAF     | COR     | GRE     | ARG     | NZL     | FIN     | AUS     | SRM 9   | ESP    | GBR     |         |         |     | 55.º | 2      |
| 1994 | Opel Team Belgium            | Opel Astra               | MON     | POR     | SAF     | COR     | GRE     | ARG     | NZL     | FIN 21  | SRM 24  | GBR     |         |        |         |         |         |     | -    | 0      |
| 1995 | Opel Team Belgium            | Opel Astra               | MON     | SWE     | POR Ret | COR 14  | NZL     | AUS     | ESP     | GBR     |         |         |         |        |         |         |         |     | -    | 0      |
| 1996 | Toyota Castrol Team          | Toyota Celica GT-Four    | SWE     | SAF     | IND     | GRE 7   | ARG     | FIN     | AUS     | SRM 4   | ESP 4   |         |         |        |         |         |         |     | 8º   | 24     |
| 1997 | Toyota Castrol Team          | Toyota Celica GT-Four    | MON 16  | SWE     | SAF     | POR 2   | ESP     | COR     | ARG     | GRE Ret | NZL     | FIN 37  | IND     |        | AUS 7   | GBR     |         |     | 9º   | 8      |
| 1997 | Toyota Castrol Team          | Toyota Corolla WRC       |         |         |         |         |         |         |         |         |         |         |         | SRM 5  |         |         |         |     | 9º   | 8      |
| 1998 | Toyota Castrol Team          | Toyota Corolla WRC       | MON     | SWE     | SAF     | POR 3   | ESP 2   | COR     | ARG     | GRE 5   | NZL     | FIN     | SRM     | AUS 6  | GBR     |         |         |     | 8º   | 13     |
| 1999 | Marlboro Mitsubishi Ralliart | Mitsubishi Lancer Evo VI | MON Ret | SWE 9   | KEN Ret | POR     | ESP 4   | FRA 8   | ARG Ret | GRE 4   | NZL 8   | FIN 10  | CHN Ret | ITA 4  | AUS 4   | GBR 5   |         |     | 8º   | 14     |
| 2000 | Marlboro Mitsubishi Ralliart | Mitsubishi Lancer Evo VI | MON 6   | SWE 8   | KEN Ret | POR 6   | ESP 8   | ARG 5   | GRE Ret | NZL Ret | FIN Ret | CYP 8   | FRA Ret | ITA 8  | AUS Ret | GBR Ret |         |     | 15º  | 4      |
| 2001 | Marlboro Mitsubishi Ralliart | Mitsubishi Lancer Evo VI | MON 6   | SWE 13  | POR Ret | ESP 4   | ARG 6   | CYP 5   | GRE 9   | KEN 5   | FIN 10  | NZL 11  |         |        |         |         |         |     | 13º  | 9      |
| 2001 | Marlboro Mitsubishi Ralliart | Mitsubishi Lancer WRC    |         |         |         |         |         |         |         |         |         |         | ITA 12  | FRA 12 | AUS 11  | GBR Ret |         |     | 13º  | 9      |
| 2002 | Hyundai Castrol WRT          | Hyundai Accent WRC       | MON Ret | SWE Ret | FRA 9   | ESP 10  | CYP Ret | ARG Ret | GRC Ret | KEN Ret | FIN 9   | GER Ret | ITA 28  | NZL 6  | AUS Ret | GBR 8   |         |     | 19º  | 1      |
| 2003 | Hyundai Castrol WRT          | Hyundai Accent WRC       | MON Ret | SWE 10  | TUR 10  | NZL Ret | ARG Ret | GRE Ret | CYP Ret | GER 11  | FIN 10  | AUS 8   | SRM     | COR    | ESP     |         |         |     | 14º  | 4      |
| 2003 | Marlboro Peugeot Total       | Peugeot 206 WRC          |         |         |         |         |         |         |         |         |         |         |         |        |         | GBR 6   |         |     | 14º  | 4      |
| 2004 | Marlboro Peugeot Total       | Peugeot 307 WRC          | MON 5   | SWE Ret | MEX     | NZL     | CHI     | GRE     | TUR     | ARG     | FIN     | GER 6   | JAP     | GBR    | CER     | COR 7   | ESP Ret | AUS | 10º  | 9      |

### IRC
| Año  | Equipo               | Automóvil                      | 1     | 2       | 3       | 4     | 5       | 6       | 7      | 8       | 9       | 10    | 11    | 12  | 13  | Pos. | Puntos |
| ---- | -------------------- | ------------------------------ | ----- | ------- | ------- | ----- | ------- | ------- | ------ | ------- | ------- | ----- | ----- | --- | --- | ---- | ------ |
| 2006 | Duindisteel          | Citroën C2 S1600               | ZUL   | YPR 4   | MAD     | SAN   |         |         |        |         |         |       |       |     |     | 13º  | 5      |
| 2007 | Belgian VW club      | VW Polo S2000                  | KEN   | TUR     | YPR Ret |       |         |         |        |         |         |       |       |     |     | 16º  | 5      |
| 2007 | Freddy Loix          | Fiat Abarth Grande Punto S2000 |       |         |         | RUS   | MAD Ret | ZLI Ret | SAN 11 | VAL 4   | CHI     |       |       |     |     | 16º  | 5      |
| 2008 | Peugeot Team Benelux | Peugeot 207 S2000              | IST 8 | POR Ret | YPR 1   | RUS 4 | MAD 6   | ZLI 1   | AST 3  | SAN 5   | VAL 1   |       |       |     |     | 2º   | 48     |
| 2009 | Peugeot Team Benelux | Peugeot 207 S2000              | MON 2 | CUR 4   | KEN     | AZO 4 | YPR 3   | RUS     | MAD 6  | ZLI Ret | AST 6   | ITA 4 | ESC   |     |     | 3º   | 37     |
| 2010 | Škoda Motorsport     | Škoda Fabia S2000              | MON   | CUR     | ARG     | CAN   | CER     | YPR 1   | AZO    | MAD 1   | BCZ 1   | SAN 3 | ESC   | CYP |     | 4º   | 36     |
| 2011 | Škoda Motorsport     | Škoda Fabia S2000              | MON 2 | CAN 4   | COR 3   | PYA   | YPR 1   | AZO     | ZLI 2  | MEC 3   | SAN Ret | ESC   | CYP 5 |     |     | 4º   | 123    |
| 2012 | Duindistel           | Peugeot 207 S2000              | AZO   | CAN     | IRL     | COR   | TAF     | YPR 2   | SAM    | RUM     | BCZ     | PYA   | SLV   | SAN | CYP | 20º  | 18     |

### Campeonato de Europa de Rally
| Año  | Equipo               | Coche             | 1   | 2   | 3     | 4     | 5     | 6     | 7   | 8     | 9   | 10  | 11  | 12  | Posic. | Puntos |
| ---- | -------------------- | ----------------- | --- | --- | ----- | ----- | ----- | ----- | --- | ----- | --- | --- | --- | --- | ------ | ------ |
| 2005 | Duindisteel          | Citroën C2 S1600  | MIL | POL | YPR 3 | BUL   | MAD   | CZE   | EST | EST   | ANT |     |     |     | 12º    | 6      |
| 2006 | Duindisteel          | Citroën C2 S1600  | MIL | EST | POL   | YPR 4 | BUL   | MAD   | CZE | EST   | ANT |     |     |     | 21º    | 5      |
| 2009 | Peugeot Team Bel-Lux | Peugeot 207 S2000 | ITA | EST | CRO   | BEL   | BUL   | MAD   | CZE | ESP 4 | GRE | ANT | VAL |     | NC     | -      |
| 2012 | Duindisteel          | Peugeot 207 S2000 | AUT | ITA | CRO   | BUL   | BEL 2 | TUR   | POR | CZE   | ESP | POL | SUI |     | NC     | -      |
| 2013 | Škoda Motorsport     | Škoda Fabia S2000 | AUT | LIE | CAN   | AZO   | COR   | YPR 1 | RUM | BCZ   | POL | CRO | SAN | VAL | 6º     | 37     |
| 2014 | Autostal Duindstel   | Škoda Fabia S2000 | JAN | LIE | GRE   | IRL   | AZO   | YPR 1 | EST | ZLI   | CHI | VAL | COR |     | 17º    | 37     |

### Rally Dakar
| Año     | Categoría | Vehículo | Posición | Etapas |
| ------- | --------- | -------- | -------- | ------ |
| 2006    | Coches    | Bowler   | Ret.     | -      |
| 2007    | Coches    | Buggy    | 50.º     | -      |
| Fuente: |           |          |          |        |